# Il ritorno di Nathan Becker
Il ritorno di Nathan Becker (Возвращение Нейтана Беккера, Vozvraščenie Nejtana Bekkera) è un film del 1932 diretto da Rašel' Markovna Mil'man-Krimer e Boris Špis.